# Johannes Mathesius

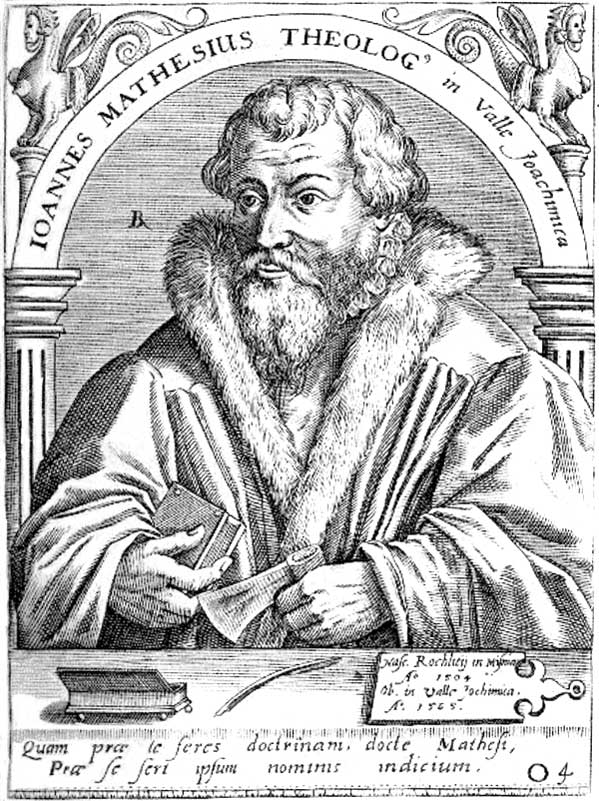
Johannes Mathesius

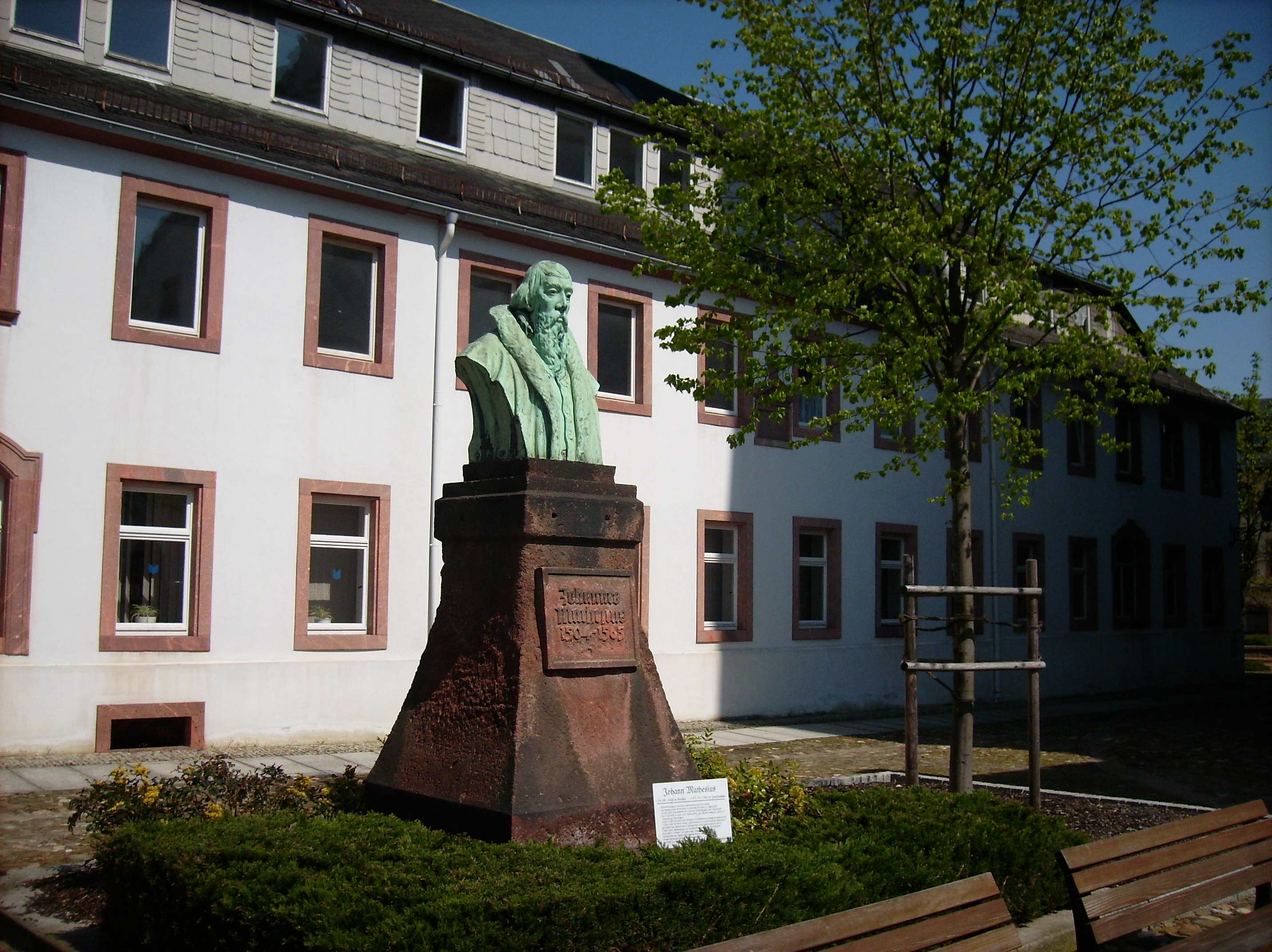
Denkmal für Mathesius in Rochlitz

Johannes Mathesius, auch Johann Mathesius (* 24. Juni 1504 in Rochlitz; † 7. Oktober 1565 in Sankt Joachimsthal, Böhmen), war ein deutscher Pfarrer und lutherischer Reformator.

## Leben

### Ein Rochlitzer Kind
Mathesius wurde am 24. Juni (Johannistag) 1504 als dritter Sohn des Ratsherrn Wolfgang Mathesius in Rochlitz geboren. Getauft wurde er in der Petrikirche, und sein Zuhause befand sich am Bleichplatz an der Mulde. Seine Paten waren Freunde der Familie, unter anderem Thomas Neumann, der Bürgermeister der Stadt. Die Mutter, Christine, geborene Scheuerfuß, stammte aus dem nicht weit entfernten Mittweida. Mathesius hatte drei Brüder, mit denen er gemeinsam aufwuchs: Lukas, der später in Bologna studierte und den Magistergrad erwarb, Burckhard, der in Leipzig den akademischen Grad eines Baccalaureus erwarb und Lehrer und Rektor der Sebaldusschule in Nürnberg wurde, und Wolfgang. Da die Mutter bereits früh verstarb, übernahm die Großmutter Juliane Scheuerfuß in Mittweida die Erziehung.
Im Elternhaus lernte Mathesius nach eigener Aussage durch den Vater die Zehn Gebote, den Glauben und das Vaterunser. Er gedachte seiner Eltern und Großeltern im späteren Leben mit großer Hochachtung, denn er wurde unter „ernsten Ermahnungen“, aber auch mit herzlicher Liebe erzogen. Mit sechs Jahren besuchte er die Rochlitzer Ortsschule und lernte „lateinische Grammatik, die Sonntagsevangelien und Kirchengesänge“. Bis zu seinem achten Lebensjahr unterrichtete ihn zusätzlich ein Hauslehrer.
Ab dem zehnten Lebensjahr wurde er vom Vater auf einen Bergwerksberuf vorbereitet. Zu diesem Zweck wurde er als Hilfsschreiber in den neu gegründeten Rochlitzer Zechen Junkerberg und Vogelsang beschäftigt. So entwickelte der Junge Sinn und Liebe zur Natur und machte seine ersten mineralogischen und botanischen Studien. Allerdings verfiel das Bergwerk bereits im Jahre 1517, wodurch der wohlhabende Vater verarmte. Daraufhin zog Johannes wieder nach Mittweida zur Großmutter. Am 1. Januar 1521 starb sein Vater. Nach Ansicht seines Sohnes verschuldete ein leichtsinniger „Quacksalber“ seinen Tod. Den jungen Mann ergriff die Wanderlust und er wollte nach damaliger Sitte als fahrender Schüler den Schulen nachziehen.

### Lehr- und Wanderjahre
Im Jahre 1521 machte Mathesius sich auf den Weg nach Nürnberg, wo er bei Verwandten wohnte und eine Lateinschule besuchte. Seinen Lebensunterhalt sicherte er sich in dieser Zeit als Chorsänger. Die blühende Stadtkultur Nürnbergs beeindruckte ihn stark. Der Schüler bewegte sich im Wirkungsfeld berühmter Zeitgenossen wie Albrecht Dürer (1471–1528) oder Adam Kraft (1493–1558). Zwei Jahre später wanderte er nach Ingolstadt und studierte an der damals berühmten Universität Theologie. Schon 1523 musste er jedoch das Studium wegen Geldmangels aufgeben.
Es folgten anschließend mehrere berufliche Tätigkeiten: zunächst in München im Dienst einer Privatbibliothek und dann als Hauslehrer und Erzieher auf Schloss Odelzhausen (Adelssitz im Landkreis Dachau) bei der Witwe Sabine von Auer. Den entscheidenden Moment in Mathesius’ Leben brachte dann die Lektüre von Martin Luthers Sermon von den guten Werken, einer der Reformationsschriften des Jahres 1520. Sie brachte ihn auf den Weg zur Reformation. „Daraus habe ich den Anfang des Christentums, Gott sei Lob, erstlich gelernet“, sagte er später. In Bruck bei Fürstenfeld fand er im Hause des Pfarrers Zacharias Weichsner weitere Gelegenheit, Luthers Lehren zu studieren.
Um den Reformator persönlich kennenzulernen, verließ Mathesius Bruck und kam nach einer beschwerlichen Wanderung am 21. Mai 1529  in Wittenberg an. Am darauf folgenden Sonnabend hörte er Luther über Wesen und Kraft der heiligen Taufe predigen, was auf ihn einen tiefen Eindruck machte. Mathesius immatrikulierte sich am 30. Mai 1529 an der Wittenberger Universität. Drei Jahre lang blieb er in Wittenberg und besuchte Vorlesungen und Predigten aller großen akademischen Lehrer, darunter Philipp Melanchthon, Johannes Bugenhagen, Justus Jonas der Ältere und Caspar Cruciger der Ältere. Vor allem aber studierte er bei Luther selbst. Ermöglicht wurden ihm diese Studien  durch ein Stipendium aus seiner Heimatstadt Rochlitz. Mit Fleiß beschäftigte sich Mathesius mit Theologie und Philosophie, Dialektik und Rhetorik. Weiterhin führte ihn seine Liebe zu den Naturwissenschaften in die Hörsäle der Astronomen und Naturkundigen. Neben der theoretisch-wissenschaftlichen Ausbildung behielt Mathesius auch die kirchlich-praktische im Auge. In der Wittenberger Schlosskirche, die ihn oft an seine Heimatstadt erinnerte, da der Fußboden mit Rochlitzer Porphyr ausgelegt war, hörte er Luther predigen. Doch auch jetzt konnte Mathesius das Studium wiederum wegen Geldmangels nicht zu Ende führen. Stattdessen nahm er eine Anstellung als Lehrer am Altenburger Gymnasium an.

### Mathesius in Joachimsthal

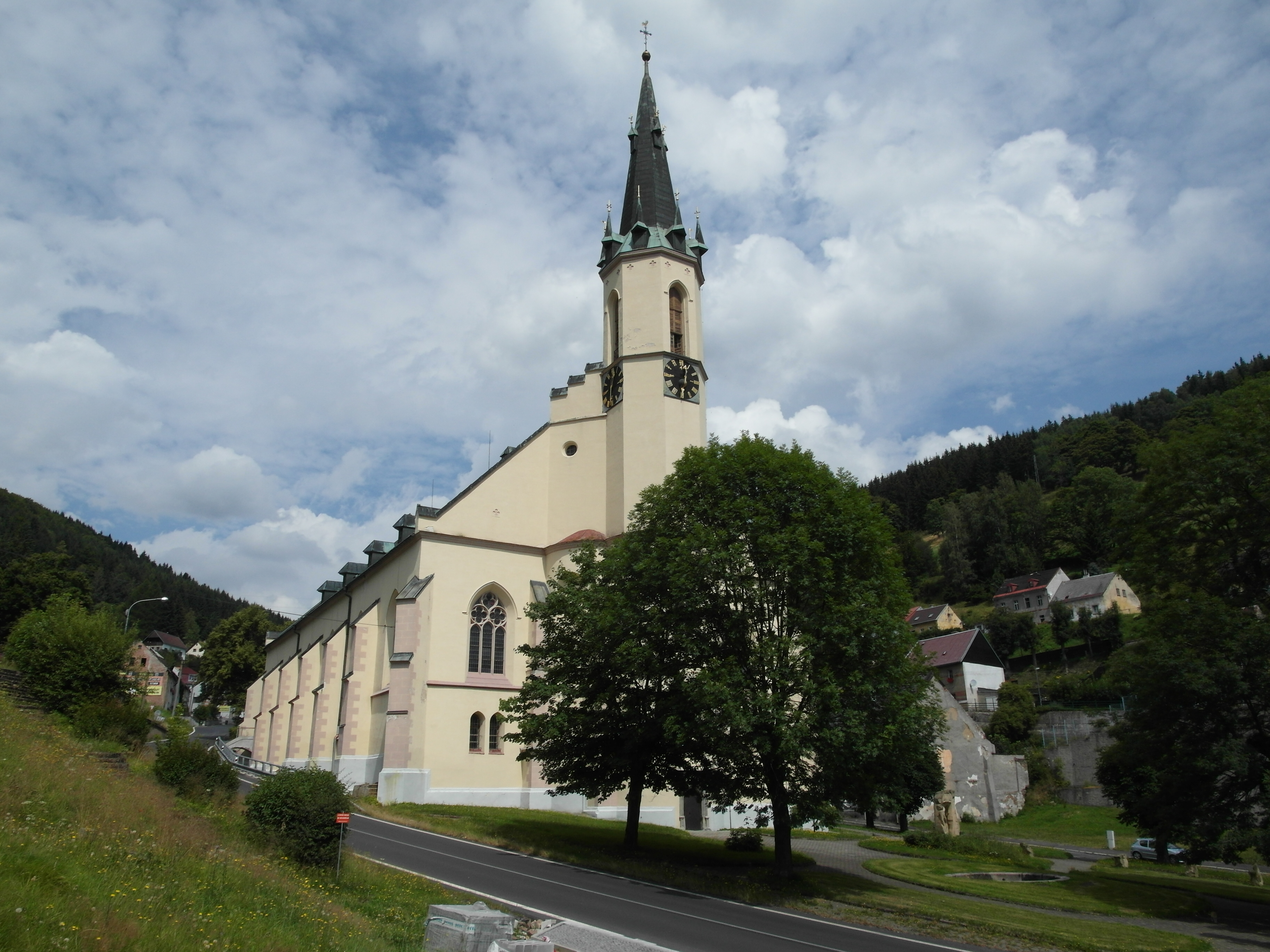
Kirche St. Joachim und St. Anna in Joachimsthal, erste lutherische Kirche Böhmens

Aufgrund seiner pädagogischen Begabung und seiner weitreichenden Kenntnisse in Theologie sowie Sprach- und Realienfächern erhielt Mathesius 1532 eine Anstellung als Rektor der Lateinschule der aufstrebenden Silberstadt St. Joachimsthal; das Amt trat er am 15. März 1532 an. Während seiner achtjährigen Leitung gelangte die humanistische Anstalt zu großer Blüte. Trotz seiner Liebe zum Lehrerberuf zog es Mathesius 1540 jedoch zum zweiten Mal als Student nach Wittenberg. Die finanziellen Mittel dafür erlangte er durch die Unterstützung dankbarer Eltern eines seiner Schüler. Nun wurde Mathesius Tischgenosse Luthers und ein Überlieferer der Tischreden des Reformators, die er zwei Jahre lang aufzeichnete. Luther mochte den bescheidenen und talentvollen Schüler und versuchte aus ihm einen tüchtigen Prediger zu machen. Melanchthon wurde ihm in dieser Zeit prägender Lehrer und enger Freund. Mathesius fühlte sich sein Leben lang der Wittenberger Universität verbunden. Er war ein glühender Mitstreiter religiöser Erneuerung. Am 23. September 1540 erwarb er den Grad eines Magisters der Freien Künste und wurde am 29. März 1542 für sein geistliches Amt von Luther selbst ordiniert. Im Jahr zuvor war er bereits in Joachimsthal zum Diakon berufen worden.
Im April 1542 hielt Mathesius Einzug in Joachimsthal, wo er zunächst als Prediger und seit dem 25. November 1545 als Pfarrer bis zu seinem Lebensende wirkte. Als Prediger entfaltete er eine breite Wirksamkeit. Seine Persönlichkeit, sein umfassendes Wissen und seine Aufgeschlossenheit brachten ihm überall großes Ansehen weit über seine Gemeinde hinaus. Unter seiner Führung entwickelte sich Joachimsthal zu einer evangelischen Mustergemeinde in Böhmen. In seinen Predigten bezog er sich immer wieder auf die Bergstadt und brachte seine Freude an der Natur, seine Beobachtungsgabe und sein Interesse am klassischen Altertum mit ein.
Wie er lehrte, so lebte er auch. Er erinnerte sich täglich an seine Pflichten. Mit großer Geduld gab er auch dann nicht auf, wenn seine Arbeit nicht die rechten Früchte tragen wollte. Trotz aller Frömmigkeit liebte er die „anständige, fröhliche Geselligkeit“. Häufig waren Freunde und Nachbarn zum Essen in fröhlicher Runde in seinem Hause geladen. Mathesius pflegte einen intensiven Briefwechsel mit vielen bedeutenden Männern, etwa Paul Eber, Melanchthon und anderen. Zweimal besuchte Melanchthon ihn in Joachimsthal und schrieb ihm nicht weniger als hundert Briefe.

## Familie
Am 4. Dezember 1542 schloss Mathesius die Ehe mit Sybilla Richter († 23. Februar 1555), einer Tochter des Joachimsthaler Bergbeamten Paul Richter. Von den Kindern des Paares sind fünf Söhne und drei Töchter bekannt:
1. Hieronymus Matthesius, Apotheker in Hirschberg
2. Johannes (1544–1607), Mediziner
3. Paul (1548–1584), Theologe
4. Eutichius (* 17. Januar 1552, † 24. Dezember 1565)
5. Kasper (* Ende 1553/Anfang 1554, † 1570)
6. Sybilla, verheiratet mit Felix Zimmermann
7. Christine, verheiratet mit Johann Franck (Sohn von Kaspar Frank)
8. Margarethe

## Luthers Leben
Heute ist Mathesius’ Name in erster Linie mit seiner Darstellung von Luthers Leben verbunden. Dieses Werk, ursprünglich eine Folge von siebzehn Predigten, erschien erstmals 1566, im Jahr nach seinem Tod, unter dem Titel Historien / Von des Ehrwirdigen in Gott Seligen thewren Manns Gottes / Doctoris Martini Luthers / anfang / lehr / leben vnd sterben / Alles ordendlich der Jarzal nach / wie sich alle sachen zu jeder zeyt haben zugetragen / Durch den Alten Herrn M. Mathesium gestelt / vnd alles für [vor] seinem seligen Ende verfertigt in der Nürnberger Druckanstalt Vom Berg Erben sowie bei Ulrich Neuber. In der Folge, besonders im späten 17. und im 18. Jahrhundert, wurde es häufig neu herausgegeben und 1906 (von Georg Loesche, der auch eine umfangreiche Biographie von Mathesius verfasst hat) kritisch ediert. Es stellt eine wichtige Quelle für die wissenschaftliche Luther-Biographik dar, ist aber aufgrund der persönlichen Nähe des Autors zu Luther nach wie vor auch von allgemeinem Interesse.
Weitere Ausgaben (Auswahl):
- Predigten über die Historien von des ehrwürdigen [...] Martin Luthers Anfang, Lehre, Leben und Sterben. Mit zwei Bildern. Hrsg. von  Ludwig Achim von Arnim, Berlin: Maurer, 1817 (71 S.).
- Das Leben Dr. Martin Luthers. Mit drei bildlichen Darstellungen und einem Vorwort von Gotthilf Heinrich von Schubert. Siebente, unveränderte Auflage / Neue Ausgabe, Gotha: Schloeßmann, 1871 (VI, 94 S.).
- ' D. Martin Luthers Leben in siebzehn Predigten. Hrsg. von Georg Buchwald (Reclams Universal-Bibliothek. Bd. 2511/2514), Leipzig: Reclam, o. J. [1889] (434 S.).
- Mathesius’ Predigten über Luthers Leben. Mit Erläuterungen. Dem evangelischen Volke dargeboten von Georg Buchwald. Buchschmuck von E. Laiblin, Stuttgart: Rocholl, 1904 (XIV und 249 Seiten).
- Luthers Leben in Predigten. Hrsg., erläutert und eingeleitet von Georg Lösche (Ausgewählte Werke. Hrsg. von Georg Lösche. Bd. 3 / Bibliothek deutscher Schriftsteller aus Böhmen, Mähren und Schlesien. Bd. 9), Prag [u. a.]: Tempsky [u. a.], 1898 (XXI, 563 S.).
  - Luthers Leben in Predigten. Nach dem Urdruck. Kritische Ausgabe mit Kommentar von Georg Loesche]. Zweite, verbesserte und vermehrte Auflage. (Ausgewählte Werke. Band 3 / Bibliothek deutscher Schriftsteller aus Böhmen, Mähren und Schlesien. Band 9), Prag: Calve, 1906 (XXIV, 619 S.).
- Luthers Leben nach Johann Mathesius. [Hrsg. von Karl Henninger] (Schaffsteins grüne Bändchen. Band 70), Cöln am Rhein: Schaffstein, 1917 [Nachdruck ca. 1920] (100 Seiten).

## Weitere Werke (Auswahl)
- Sarepta Oder Bergpostill, Sampt der Joachimßthalischen kurtzen Chroniken, Nürnberg 1562 (Digitalisat)
  - Digitalisat Ausgabe Leipzig 1618
  - Digitalisat Ausgabe Freiberg 1679
- Eine Trostpredigt, das die im Herren entschlaffen, mit freuden wider zusammen kommen, Nürnberg 1565 (Digitalisat)
- Historia Unseres Lieben Herrn und Heilands Jesu Christi, Gottes und Marien Son, 2 Teile, Gerlatz, Nürnberg 1568
- Von der Schule Elise, des grossen Propheten Gottes, Predigt, Thorn 1584 (Digitalisat)
- Passionale Mathesij, 1587
- Sÿrach Mathesij Das ist, Christliche, lehrhaffte, trostreiche und lustige Erklerung und Außlegung des schönen Haußbuchs, so der weyse Mann Syrach zusammen gebracht und geschrieben, 3 Teile, Leipzig 1588–1589 (Digitalisat)
- Homiliae Mathesii, Das ist: Außlegung und gründliche Erklerung der Ersten und Andern Episteln des heiligen Apostels Pauli an die Corinther: Jn zwei hundert Drey und sechtzig Predigten … abgeteilet, Leipzig 1590 (Digitalisat)
- Oeconomia Oder Bericht vom Christlichen Haußhalten (Digitalisat der Ausgabe Tübingen 1672)
- Leichenreden. Zweite Auflage (Ausgewählte Werke. Band 1 / Bibliothek deutscher Schriftsteller aus Böhmen, Mähren und Schlesien. Band 4), Prag [u. a.]: Tempsky [u. a.], 1908.

## Gedenktag
- 8. Oktober im Evangelischen Namenkalender.[3]